# Plerotes anchietai
Plerotes anchietae
Genre
Espèce
Statut de conservation UICN

 DD  : Données insuffisantes
Plerotes anchietae  est une espèce de chauves-souris de la famille des Pteropodidae.
Cette espèce est la seule du genre Plerotes et admet pour synonyme Plerotes anchietai (Seabra, 1900).